# 東京肉穴淫語痴女物語
《百聞不如一見！SOD都是真的、帶大家體驗情色文化的最先端―日本！改編自真實案例 影像介紹日本觀光需注意事項 全片中文發音「東京肉穴淫語痴女物語」》（日语：百聞不如一見!SOD都是真的、帯大家体験情色文化的最先端―日本!改編自真實案例 影像介紹日本觀光須注意事項 全片中文発音「東京肉穴淫語痴女物語」；簡稱《東京肉穴淫語痴女物語》）是由日本色情片商Soft On Demand製作的中文色情片，番號AVOP-404，是日本第一支全中文的色情片，於2019年2月1日發行。由本庄鈴、波多野結衣、大槻響、北川愛莉香、南梨央奈、林思吟和橘瑪麗主演，森川圭和太田みぎわ擔任導演，片長200分鐘。作品以「給旅日的觀光客的警世指南」為主題，將東京描述為群聚變態癡女的危險場所，而癡女會出現在電車、溫泉、魔鏡號、飲食店、SOD公司內性侵觀光客。該片由於主打全中文發音、並為此推出僅在台灣進行的宣傳活動而引發熱議。

## 製作
《東京肉穴淫語痴女物語》由森川圭和太田みぎわ擔任導演，製作人是家太郎，由絢加擔任選角導演，YOU TING SIN負責監修與翻譯。演員包括本庄鈴、波多野結衣、大槻響、北川愛莉香、南梨央奈、林思吟（千乃愛佳）和橘瑪麗，其中橘瑪麗和本庄鈴為了宣傳作品，在2019年1月造訪台灣並出席宣傳活動，兩人在活動中與媒體玩野球拳，本庄鈴還與Youtube頻道上班不要看合拍影片進行宣傳。色情片評論家一劍浣春秋從該片使用的文案推論，SOD一定有與台灣人合作或有台灣的編輯。

## 情節
全片以中文發音，字幕混用繁體中文、簡體中文和日文新字体。在正片開始前，由本庄鈴向觀眾以中文致詞，表示該片是全日本第一支全部由中文製作的色情片，希望觀眾對發音不標準之處予以海涵，並表示不應將片中誇大的情節當真。
片中聲稱情節根據外國旅客的證言所構成，將東京形容成一個充斥著風俗店和色情片商，並有許多癡女出沒的地方，因此為觀光客介紹幾個癡女出現率很高的地點，作為旅客的警世指南。地點包括客滿的電車、混浴溫泉、魔鏡號、飲食店和SOD公司。
片尾旁白表示片中情節純屬虛構，並表示日本除了先進的色情產業以外，也有觀光景點和豐富的美食，最後邀請觀眾到日本觀光。

## 外部連結
- 東京肉穴淫語痴女物語 AVOP2018 SODノミネート作品